# Cremastus cressoni
Cremastus cressoni là một loài tò vò trong họ Ichneumonidae.